# Drahoslav Němec
Drahoslav Němec (2. května 1931 Rokytnice nad Rokytnou – 3. srpna 1951 Jihlava) byl český dělník a protikomunistický odbojář odsouzený v politickém procesu komunistickým režimem k trestu smrti a v roce 1951 popraven.

## Životopis
Narodil se v roce 1931 v Rokytnici nad Rokytnou. Pocházel z chudých poměrů a v mládí se vyučil kovodělníkem.

### Po únoru 1948
Po únorovém převratu v roce 1948 se zapojil do protikomunistického odboje. Spolu s Ladislavem Malým měl během přepadení v Heralticích a Podheralticích v dubnu 1951 postřelit jednu osobu, přičemž během této události byl sám postřelen a s Malým přestal udržovat kontakt. Němec byl nedlouho poté zatčen, když se skrýval v domě svých rodičů, zatímco Malý dopadení unikal.
V rámci případu Babice byl Němec v politickém procesu konaném v červenci 1951 spolu s dalšími šesti osobami (řada dalších osob pak byla ke stejnému trestu odsouzena v navazujících procesech) za trestné činy velezrady, loupeže a nedokonanou vraždu odsouzen k trestu smrti. Během procesu byl přitom komunistickou justicí vykreslen jako hlupák, který rád nosí americké oblečení. Uváděli o něm například toto: „Pohybuje se zhrouceně, pajdavým krokem, mdle. Lidské bláto. Odulý, nezdravě vypadající obličej, který se co chvíli stahuje do ufňukaných grimas. Chce vzbudit lítost. Jeho chování budí ještě hlubší opovržení k tomuto výlupku kapitalistické zkaženosti a špatnosti.“
Popraven byl v srpnu 1951. Rehabilitován byl v roce 1996.